# Belinda López Mesa
María Belinda López Mesa (Sevilla, 1974) es una profesora y arquitecta española especialista en rehabilitación, renovación y regeneración urbana.

## Trayectoria
López Mesa estudió arquitectura y es arquitecta titulada desde el año 2000 por la Universidad de Sevilla. En 2004 se doctoró en la Universidad técnica de Luleå, en Suecia.
De 2004 a 2010 López Mesa fue profesora e investigadora en edificios sostenibles en la Universidad Jaime I, y desde 2010 es profesora titular en el departamento de Arquitectura de la Universidad de Zaragoza, donde coordina el área de Construcciones Arquitectónicas. Ha publicado libros y artículos científicos que recogen sus investigaciones. En 2012, en colaboración con Francisco Javier Monclús Fraga organizó unas jornadas para redefinir nuevos parámetros de sostenibilidad en entornos naturales como Canfranc, recogidas en la publicación Repensar Canfranc.Taller de rehabilitación urbana y paisaje. En colaboración con el arquitecto Juan Rubio del Val, escribió el libro Indicadores técnicos para priorizar el orden de actuación en la rehabilitación integral de viviendas sociales en 2013, recogido en las Actas del I Congreso Internacional de Construcción Sostenible y Soluciones Ecoeficientes.
López Mesa es directora de la Cátedra Zaragoza Vivienda desde que se creó en 2011. Coordina proyectos de investigación sobre vivienda y rehabilitación, así como el trabajo interinstitucional entre organismos enfocados a la sostenibilidad urbana, la vivienda y la rehabilitación como la Sociedad Municipal Zaragoza Vivienda, con la Universidad y otras organizaciones para impulsar la mejora de las actuaciones en regeneración urbana y la formación a profesionales en estos temas.
Participa en foros, debates, seminarios, conferencias sobre temas de sostenibilidad y eficiencia energética como las jornadas organizadas en 2020 por el Colegio Oficial de Arquitectos de Asturias.

## Obra seleccionada
- 2012 Repensar Canfranc. Taller de rehabilitación urbana y paisaje, Francisco Javier Monclús Fraga, Pablo de la Cal Nicolás y otros. ISBN: 978-84-15770-42-8[9]
- 2013 Indicadores técnicos para priorizar el orden de actuación en la rehabilitación integral de viviendas sociales, I Congreso Internacional de Construcción Sostenible y Soluciones Ecoeficientes. Sevilla. En colaboración con Juan Rubio del Val, ISBN: 9788469577400, págs. 10-24.[5]
- 2019 Analysis of sustainable building rating systems in relation to CEN/TC 350 standards, Patricia Huedo Dorda, Elena Mulet Escrig. Informes de la construcción, ISSN 0020-0883, Vol. 71, N.º 556, 20 págs.[10]